# Aréna Mytišči
Aréna Mytišči (rusky: Арена Мытищи) je víceúčelová hala ve městě Mytišči v Rusku, přibližně 20 kilometrů od Moskvy. Byla jedním z dějišť mistrovství světa v ledním hokeji 2007.

## Architektura
Stadion se svým tvarem podobá Hartwall Aréně v Helsinkách nebo O2 Aréně v Praze, ale má menší kapacitu. Na hokejová utkání se do ní vejde 9000 diváků, na atletické soutěže o dva tisíce méně. Postavena byla v roce 2005 a o rok později uvedena do provozu. Hala stadionu je jednou z nejmodernějších v Rusku.

## Využití
Aréna byla domácím stánkem bývalého hokejového klubu Atlant Mytišči.
Během Mistrovství světa v ledním hokeji 2007 se zde hrály zápasy základní skupiny B a C, osmifinále a zápasy o skupiny o udržení.